# Sisyropa negator
Sisyropa negator är en tvåvingeart som först beskrevs av Charles Howard Curran 1927.  Sisyropa negator ingår i släktet Sisyropa och familjen parasitflugor.
Artens utbredningsområde är Kongo. Inga underarter finns listade i Catalogue of Life.